# 劉汝靖
劉汝靖（1457年—1515年），字安之，陝西西安府華洲渭南縣人，軍籍，明朝政治人物。

## 生平
成化十六年（1480年）陝西鄉試第六十二名舉人。弘治六年（1493年）中式癸丑科三甲第一百六十五名進士。依例回家省親，三月後母亲去世，不久父亲也因病而亡。弘治九年（1496年）冬十月拜工部营缮司主事，督修通州仓厂兼收放张家湾砖厂料。转工部都水主事，奉命荆州抽分，升营缮员外郎，奉命修秦简王朱誠泳陵，工程完工後回京，提督神木五厂，不久又升虞衡司郎中，提督盔甲厂。未几，继母史夫人去世，服除後。正德二年（1507年）五月因丁忧家居時侵夺官地，被东厂官校揭发，逮系锦衣卫诏狱，被杖三十後，廢黜为民。刘瑾死后恢复虞衡郎中致仕。正德十年卒，年五十九。

## 家族
曾祖劉儀，閬中縣主簿；祖父劉鎬；父劉隆，景泰庚午举人、濟寧州知州。母任氏，封宜人；繼母史氏。兄汝宁。